# Daniel Libeskind
Daniel Libeskind (ur. 12 maja 1946 w Łodzi) – amerykański architekt współczesny polsko-żydowskiego pochodzenia, przedstawiciel modernizmu, postmodernizmu, neomodernizmu, teoretyk architektury, scenograf.

## Życiorys
Pochodzi z rodziny polskich Żydów. Jego rodzice po radzieckiej agresji na Polskę trafili do więzienia, a następnie zostali zesłani w głąb ZSRR, dzięki czemu jednak ocaleli przed Holokaustem. Po wojnie wrócili do Polski, skąd w 1957 wyemigrowali wraz z Danielem do Izraela (zamieszkali w Tel Awiwie), gdzie w latach następnych Libeskind uczył się muzyki. W 1959 przeprowadzili się do Nowego Jorku, gdzie w 1965 Libeskind ukończył Bronx High School of Science i w tym samym roku uzyskał obywatelstwo amerykańskie. Porzucił muzykę dla architektury, którą studiował w nowojorskim Cooper Union for the Advancement of Science, dyplom uzyskał w 1970. W 1972 ukończył studia podyplomowe w dziedzinie historii i teorii architektury na Uniwersytecie Essex. Od 1990 jest zarejestrowany jako architekt w Niemczech w Bund Deutscher Architekten (BDA).
Był wykładowcą wielu uczelni amerykańskich i niemieckich, m.in. od 1999 na Wyższej Szkole Projektowania w Karlsruhe. Wykłada na Uniwersytecie Toronto. Architektura Libeskinda jest zaliczana do dekonstruktywizmu.
Był ambasadorem Łodzi w staraniach o tytuł Europejskiej Stolicy Kultury. W 2020 roku został honorowym obywatelem Łodzi.

## Wybrane projekty
- Muzeum Żydowskie w Berlinie
- Muzeum Felixa Nussbauma (Felix-Nussbaum-Haus) – Osnabrück, Niemcy
- Imperial War Museum North – Manchester
- projekt zagospodarowania Ground Zero(inne języki) po World Trade Center w Nowym Jorku, w tym m.in. początkowy projekt Wieży Wolności, finalny jest autorstwa Davida Childsa(inne języki)
- Muzeum Żydowskie (The Jewish Museum) – San Francisco
- Apartamentowiec Złota 44 w Warszawie
- Nowe Centrum Łodzi: Brama Miasta[3] (niezrealizowany)
- Reflections at Kappel Bay – Singapur
- Vanke Pavilion – Mediolan, Włochy
- Royal Ontario Museum – Toronto, Kanada
- Vitra – São Paulo, Brazylia
- Ogden Centre for Fundamental Physics at Durham University – Durham, Wielka Brytania
- Centre de Congres a Mons – Mons, Belgia
- The Zhang Zhidong and Modern Industrial Museum – Wuhan, Chiny
- Kö-Bogen Düsseldorf – Düsseldorf, Niemcy
- Glass Courtyard, Jewish Museum Berlin – Berlin, Niemcy
- Contemporary Jewish Museum – San Francisco, California, USA
- Extension to the Denver Art Museum, Frederic C. Hamilton Building – Denver, Colorado, USA
- Danish Jewish Museum
- Tangent Facade – Seul, Korea Południowa
- Magnet – Tirana, Albania
- Tampere Central Deck and Arena – Tampere, Finlandia
- Bord Gais Energy Theatre and Canal Commercial Development – Dublin, Irlandia
- Modern Art Center Vilnius – Wilno, Litwa
- Kurdistan Museum – Erbil, Irak
- The Run Run Shaw Creative Media Centre – Hongkong, Chiny
- London Metropolitan University Graduate Centre – Londyn, Wielka Brytania
- Denver Art Museum Residences – Denver, USA
- Crystals At Citycenter – Las Vegas, Nevada, USA
- The Wohl Centre – Izrael
- CityLife Residences – Mediolan, Włochy
- Westside Shopping And Leisure Centre – Berno-Brunnen, Szwajcaria
- Studio Weil – Majorka, Hiszpania
- Corals At Keppel Bay – Singapur
- Haeundae Udong Hyundai I’park-Busan – Korea Południowa
- The Ascent At Roebling’s Bridge – Covington, Kentucky, USA
- Academy Of The Jewish Museum Berlin In The Eric F. Ross Building – Berlin, Niemcy
- Cabin Metro Hotel – Kopenhaga, Dania
- Ohio Statehouse Holocaust Memorial – Columbus, Ohio, USA
- Archipelago 21 – Yongsan, Seul, Korea Południowa
- Dancing Towers – Seul, Korea Południowa
- Century Spire – Manila, Filipiny
- East Theirs Station – Nice, Francja
- Kodrina Master Plan – Prisztina, Kosowo
- Occitanie Tower – Toulouse, Francja
- New Lotte Mall – Sangdo, Korea Południowa
- Sapphire – Berlin, Niemcy
- Military History Museum – Drezno, Niemcy
- The Villa – Datteln, Niemcy
- Budynki mieszkalne VERVE – Frankfurt-Kalbach-Riedberg, Niemcy[4]

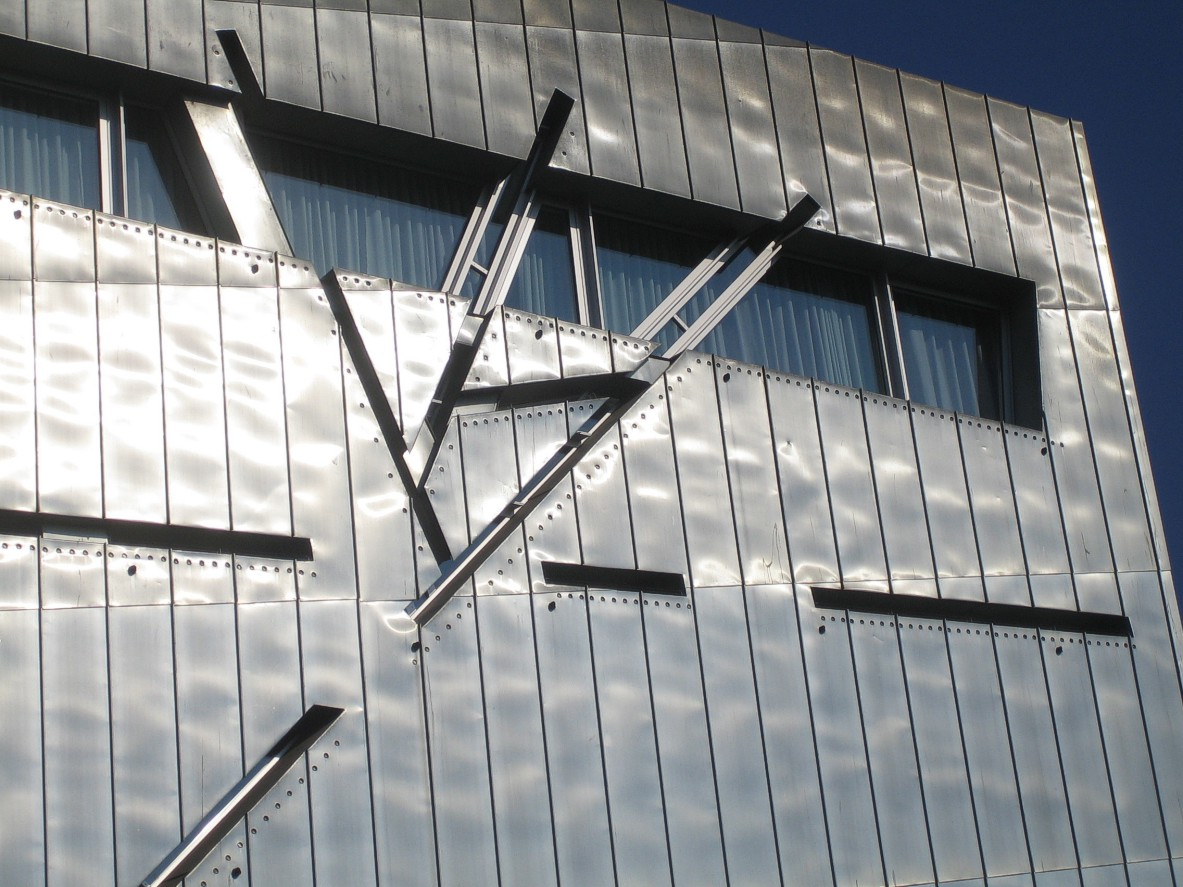
Muzeum Żydowskie w Berlinie
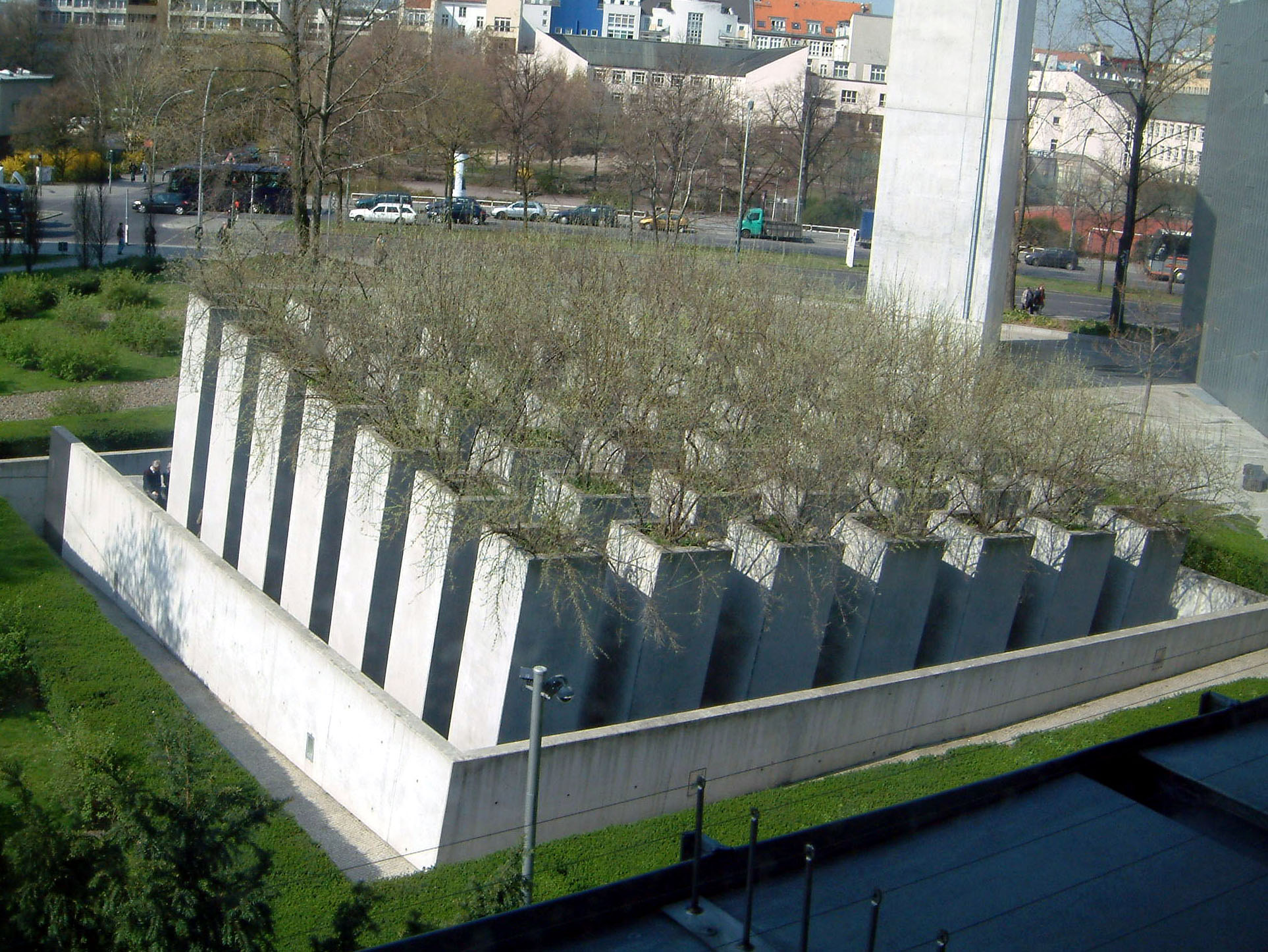
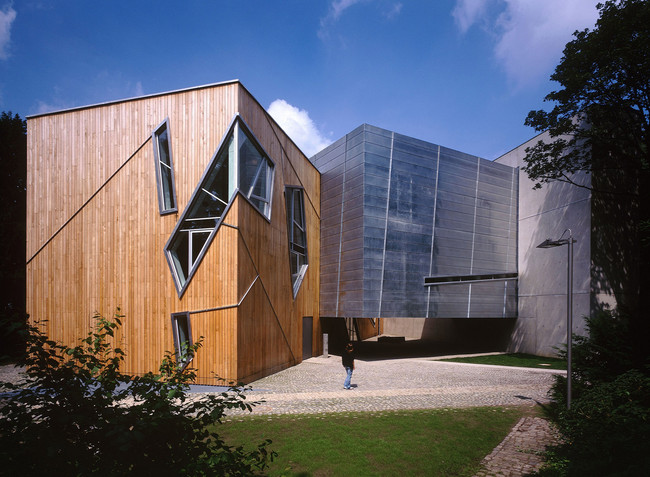
Muzeum Feliksa Nussbauma
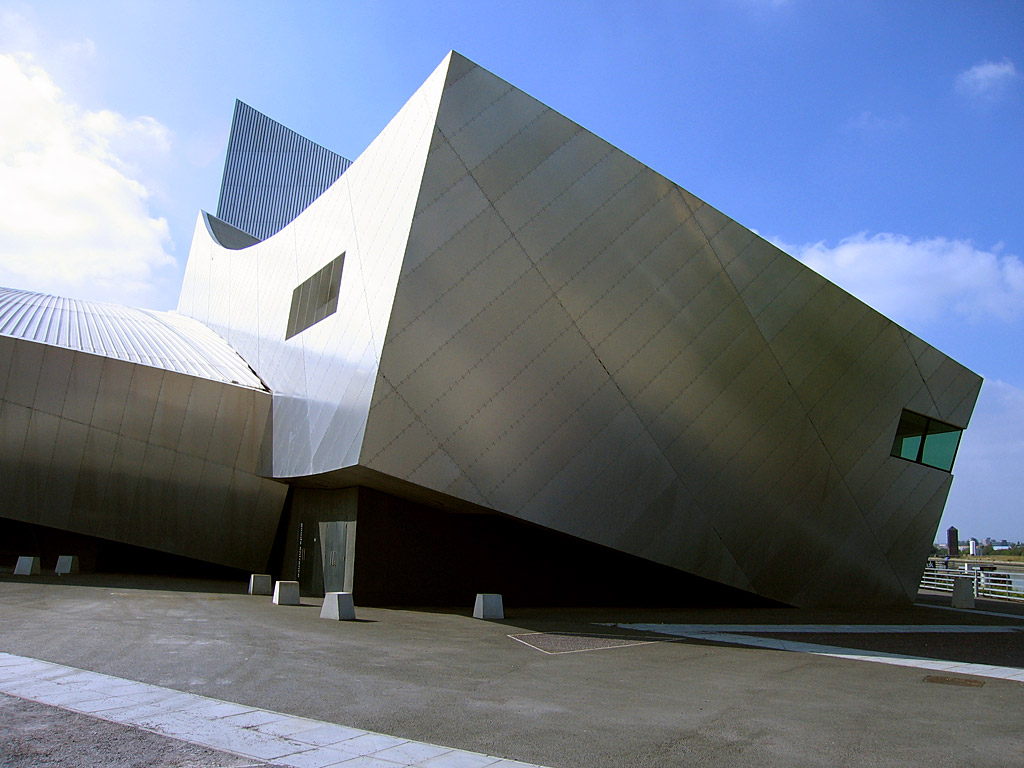
Imperial War Museum North
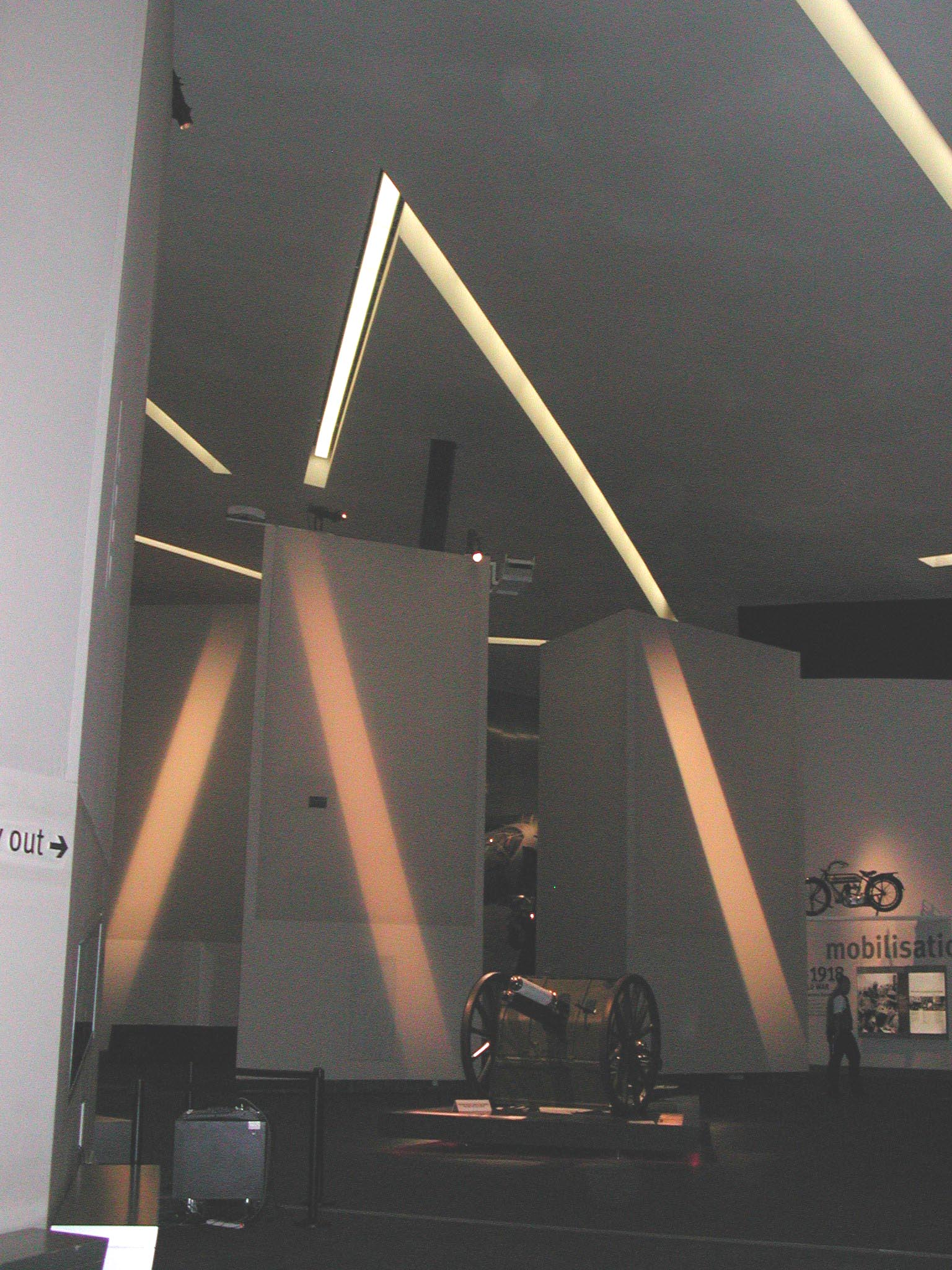
Imperial War Museum North
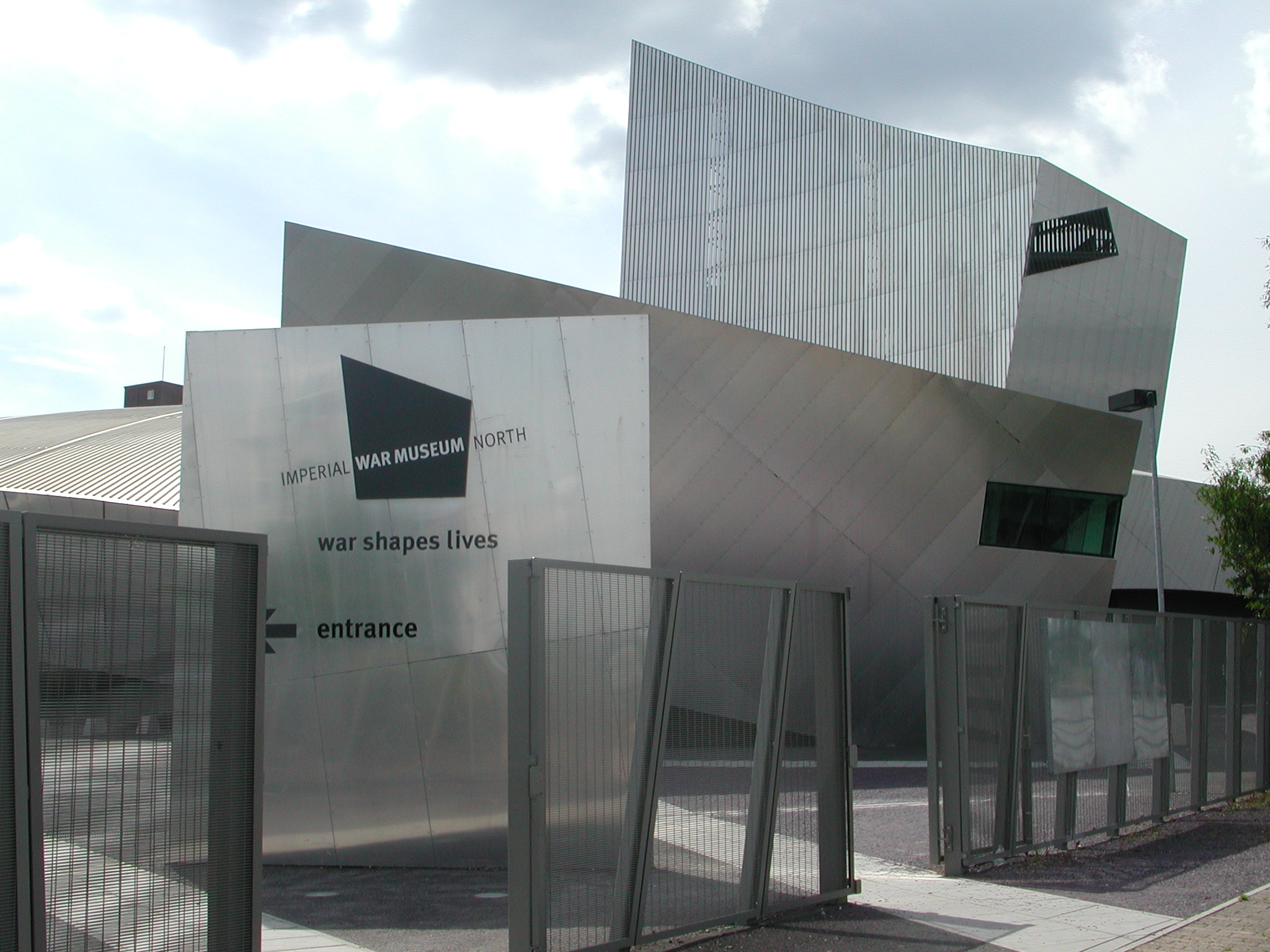
Imperial War Museum North
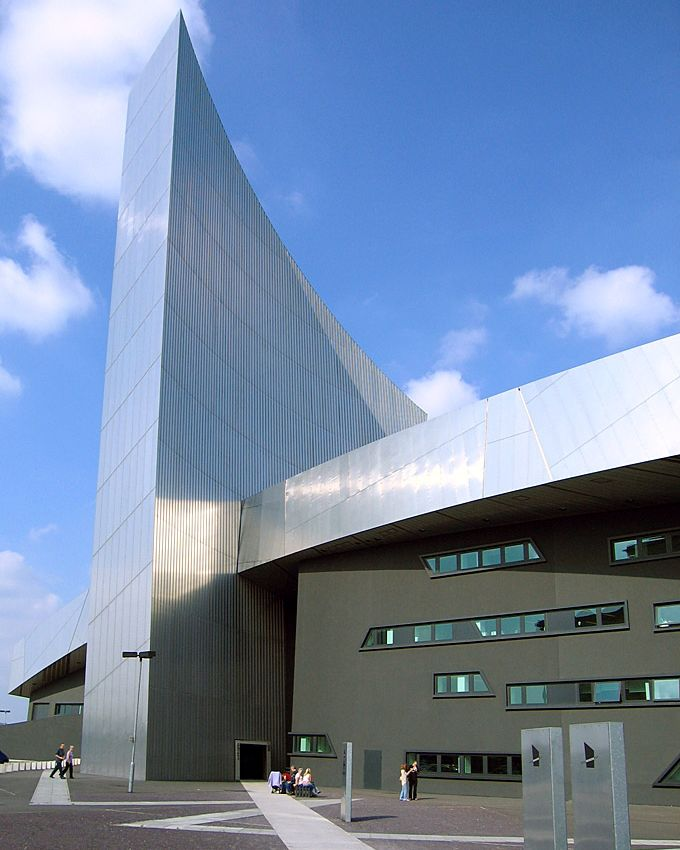
Imperial War Museum North
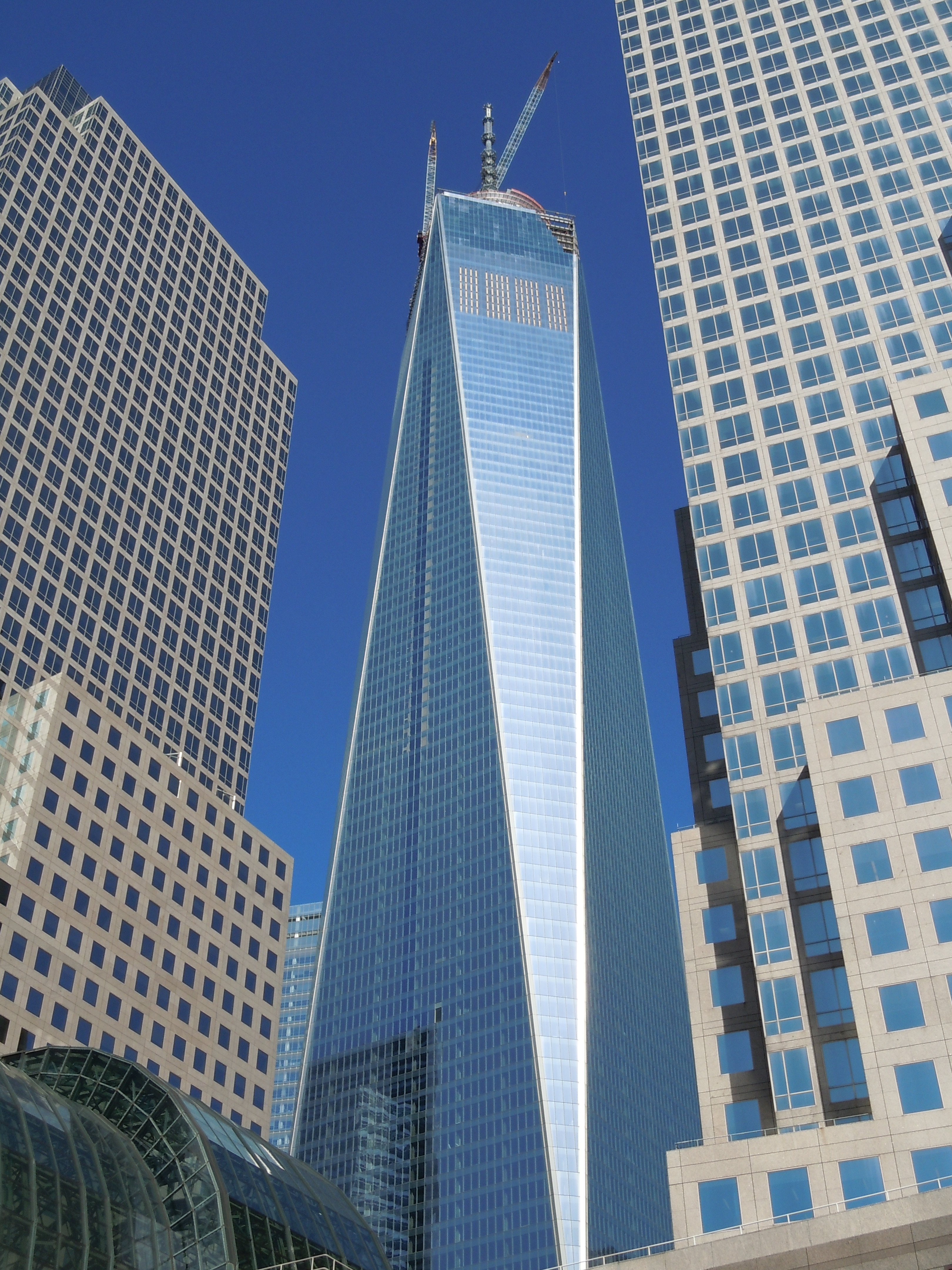
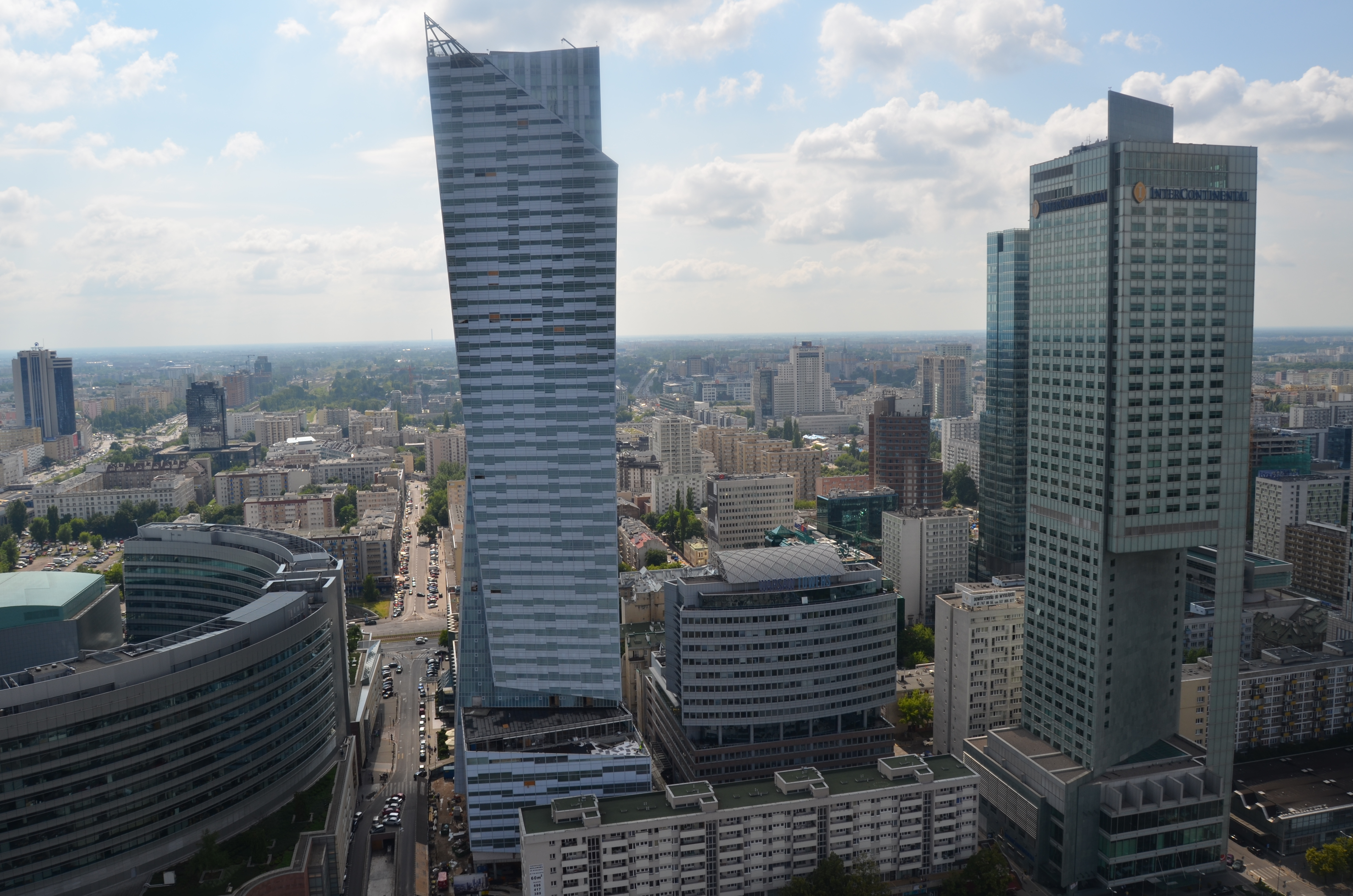
Złota 44